# Scanner (Marvel Comics)
Scanner, il cui vero nome è Sarah Ryall, è un personaggio fittizio dei fumetti della Marvel Comics creato da Scott Lobdell e John Romita Jr..

## Biografia
La sua vita precedente alla sua affiliazione agli Accoliti è sconosciuta. Come membro degli Accoliti, Scanner fungeva prevalentemente da esploratore grazie al suo potere mutante di proiettare la sua forma astrale con cui percorrere grandi distanze. Ha spesso dimostrato di non avere grande fiducia in sé stessa e suoi compagni l'hanno spesso considerata debole. Durante la caduta della stazione spaziale Avalon, Scanner, grazie all'aiuto di Ciclope, si salvò insieme con i compagni di squadra Unuscione, Frenzy e i Kleinstocks. Dopo lo schianto nell'entroterra australiano, grazie ai suoi poteri, riuscì ad individuare il vecchio rifugio degli X-Men in cui dare riparo al suo gruppo. Ha lavorato a fianco dei Accoliti in molte delle loro altre missioni. Scanner è stato uno dei pochi mutanti a sopravvivere all'attacco delle Sentinelle di Cassandra Nova su Genosha. Le sue attività da allora sono sconosciute. Recentemente, tuttavia, è stato rivelato che è una dei mutanti depotenziati a seguito dell'M-Day.

## Poteri e abilità
Scanner originariamente possedeva la capacità di proiettare una forma astrale composta di energia bio elettrica. In questa forma era intangibile e immune alla maggior parte degli attacchi fisici. Era anche in grado di viaggiare alla velocità della luce attraverso la superficie del pianeta. Inoltre ha dimostrato di essere in grado di perturbare l'equilibrio bio-elettrico di un individuo.

## Altri media

### Televisione
Scanner appare nell'episodio Saluti da Genosha della serie animata Wolverine e gli X-Men come una dei tanti Accoliti di Magneto.